# 퀘벡 트램
퀘벡 트램(프랑스어: Tramway de Québec)은 캐나다 퀘벡주 퀘벡에서 건설을 추진하고 있는 노면전차 노선으로, 지금까지의 계획은 캅루지의 르 장드르에서 생트푸아, 실르리, 생사크르망, 퀘벡 주의회, 리므알루를 지나 종점인 보포르의 데스티모빌까지 동서축을 잇는 노선으로, 오늘날의 메트로뷔스 800번 버스와 유사한 선형이었다. 2023년 11월, 최대 예산 120억 달러 규모의 트램 노선을 짓고자 하는 시공사가 한 곳도 없었기 때문에 퀘벡시가 대신 84억 달러에 노선을 지으려고 하였으나, 퀘벡주 정부가 이를 거절하면서 2023년 11월 8일에 트램 사업을 대신 전두지휘하게 되었다. 주 정부는 몬트리올 광역급행철도를 건설한 CDPQ 인프라를 통해 2024년 6월에 광역급행철도 (REM), 지하철, 간선급행버스 (BRT) 또는 트램 중에 적합한 교통수단을 다시 선정할 예정이다. 퀘벡은 이미 5억 2,700만 달러를 들여 공사 준비 작업을 진행한 상태이다.
이 노선은 퀘벡시 내외에서 노선 구상 초기부터 정치적으로 찬반 논란이 팽팽했던 노선으로, 버스 혼잡도 감소 및 대중교통 개발을 주장하는 찬성 진영과 퀘벡과 세인트로렌스강 남쪽의 레비를 잇는 새로운 터널이나 다리를 지어 교통 정체를 해소해야 한다는 반대 진영이 첨예하게 대립하고 있다. 여론조사에 따르면 퀘벡 시내 지역 주민들은 트램 건설에 대체적으로 찬성하는 편이고 외곽 지역 주민들은 대체적으로 반대하는 편이다.

## 역사

### 초기 전차

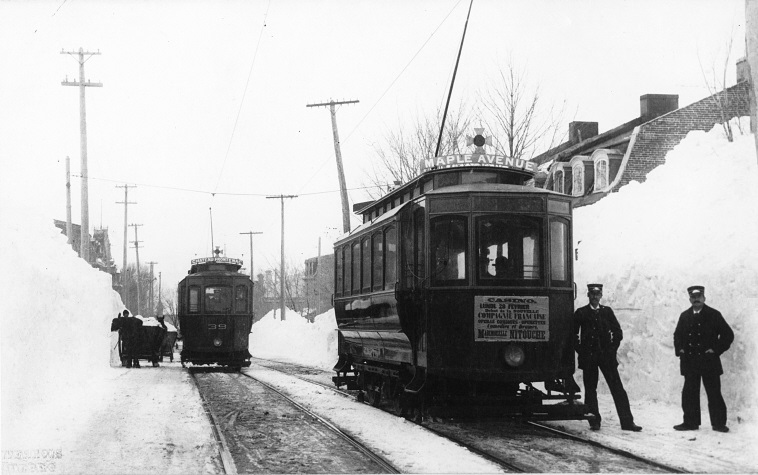
1898년 겨울에 운행하던 퀘벡 전차의 모습

퀘벡 트램의 역사는 퀘벡에 처음 대중교통이 생겼을 때로 거슬러 올라간다. 퀘벡에 대중교통이 생긴 건 1865년, 퀘벡시가철도회사 (Quebec Street Railway)가 샹플랭 시장과 오늘날 불바르 랑젤리에 공원이 있는 생투르스가 경계까지 마차를 운행한 것이 시초가 되었다. 이후 말이 정해진 궤도를 따라 수레를 이끄는 마차철도가 개통하면서 기존 마차는 하나둘씩 마차철도로 대체되었다.
몬트리올이 1892년에 전차를 개통하면서 1890년대에 퀘벡에서도 기존 마차를 공영화하고 전철화하는 방안을 주친하였는데, 1894년, 퀘벡, 몽모랑시, 샤를부아 철도회사 (Quebec, Montmorency and Charlevoix Railway) 대표이자 공학자, 경영인이였던 호러스 젠슨 비머는 퀘벡에 공영 전차를 운영하기 위한 독점 운행권을 취득하였고, 이후 공영 전차를 운영할 계열사인 퀘벡지구철도회사 (Quebec District Railway Company)를 설립하여 기존에 퀘벡 일대를 운행했던 퀘벡시가철도회사와 세인트존가철도회사 (St. John Street Railway Company)를 인수하였다. 비머는 몽모랑시전력회사 (Montmorency Electric Power)를 통해 퀘벡시 전차에 전력을 공급하고 퀘벡의 아랫마을과 윗마을을 연결하기 위해 전차가 다닐 수 있도록 완만한 경사로를 지었다.
퀘벡지구철도회사는 전기 회사인 몽모랑시전력회사와 통합되어 퀘벡의 교통과 전력을 독점으로 공급하는 퀘벡철도조명회사 (Quebec Railway, Light & Power Company)로 이름을 바꾸었고, 이후 퀘벡전력 (Quebec Power)으로 다시 한 번 이름을 변경하여 1948년에 전차가 운행될 때까지 퀘벡시 일대의 전차 운행을 맡았다. 1910년대 당시 전차 노선은 실르리에서 몽모랑시까지 총 11개 노선에 걸쳐 다양한 노선이 운행하였다. 퀘벡 전차가 사양길로 접어든 건 1937년, 퀘벡전력이 전차를 애물단지로 여겨 버스로 하나둘씩 대체하고, 1948년 5월 26일에 퀘벡의 마지막 전차 노선인 생소뵈르 노선이 폐선하면서 퀘벡의 전차는 역사 속으로 사라졌다.

### 타당성 조사
1968년, 퀘벡시 교통과와 설계과에서는 퀘벡 시내에서 북쪽으로 샤를부르와 서쪽으로 생트푸아까지 이어지는 지하철 또는 모노레일 노선을 구상하였다. 이 노선은 샤를부르 남쪽에서 시작해서 시내에 위치한 기차역인 팔레역까지 철로를 따라 이어진다. 이후 듀빌 광장에서 터널 구간을 지나 서쪽으로 에이브러햄 평원 밑을 지나 지금은 지어지지 않은 퀘벡의 동서축 고속도로인 팔레즈 고속도로를 따라 아브뉘 생사크르망까지 지나간다. 이후 미완의 고속도로를 빠져나와 불바르 드 랑탕트를 따라 라발 대학교 캠퍼스를 지나고 불바르 로리에를 따라 생트푸아에 있는 쇼핑몰까지 이어지는 노선이다.
1972년부터 1990년까지 퀘벡에 기존 버스보다 더 빠른 교통수단을 짓기 위해 네 차례의 타당성 조사가 이루어졌다. 1972년과 1980년, 1981년 보고서에서는 퀘벡 대중교통 발전을 위해 트램을 지을 것을 권고하였고, 1990년 보고서에서는 지하철, BRT, 버스전용차로, 무인 경전철과 현대식 트램 등 다른 교통수단도 고려했을 때 역시 트램이 퀘벡에 있어서 가장 적절한 교통수단이라고 결론지었다. 1992년, 퀘벡 수도권 교통망 (RTC)의 전신인 퀘벡도시공동체교통공사 (STCUQ)는 결국 버스전용차로를 따라 수시로 운행하는 간선급행버스인 메트로뷔스 (Métrobus)로 가닥을 잡고 노선 두 개를 선보였다.
메트로뷔스가 성공을 거두자 퀘벡주 교통부는 2000년 7월에 STCUQ에 메트로링스 노선을 따라 트램을 지을 수 있는 지 타당성 조사를 한 번 더 의뢰하였다. 타당성 조사 보고서는 2003년 5월에 다시 한 번 발간되었고 여기서는 생트푸아 터미널에서 시작해 로리에와 르네 레베크를 따라 퀘벡 시내로 향하다가 한 지선은 생로크와 리므알루를 지나 북쪽으로 샤를부르의 80번가까지, 다른 지선은 리므알루 동쪽을 지나 보포르의 데스티모빌까지 이어지는 트램 노선을 역시 권장하였다. 시내에 지어지는 두 개 역을 제외하고 나머지는 도로 중심부나 도로변을 따라 지상으로 지어지는 계획이었다.

### 2010년 계획안

2010년에 계획된 퀘벡 트램 노선도

2005년, 퀘벡 수도권 교통망은 퀘벡 트램 사업을 2005-2014년 서비스발전전략 10개년 계획에 수립하였고, 같은 해 퀘벡시 또한 이 사업을 2005-2025년 개발 및 발전기본계획에 수립하였다. 2007년, RTC는 퀘벡 교통부에 트램 건설을 위한 초기 계획안에 대한 자금 지원을 요청하였다.
2010년 6월 10일, 퀘벡시는 지속 가능한 교통수단에 대한 워크숍 보고서에서 15억 달러 규모의 트램 노선 두 개를 짓는 것을 권장하였다. 첫 번째 노선은 길이 22.3km의 노선으로 본선은 레비의 생로뮈알드에서 시작해 서쪽으로 향한 뒤, 이후 퀘벡교를 따라 세인트로렌스강을 건너 퀘벡시로 진입한 다음, 불바르 로리에와 라발 대학교를 거쳐 코트 네레 트랑블레를 따라 경사로에서 내려간 다음, 불바르 샤레를 따라 시내에 있는 퀘벡시 법원으로 향한다. 이후 북쪽으로 불바르 데 카퓌생, 슈망 드 라 카나디에르를 따라 에스티모빌까지 향하는 노선이다. 시내 지선은 생로크에서 퀘벡 주의회까지 경사로로 올라가며, 퀘벡시 대극장에 종착한다. 두 번째 노선은 대극장에서 시작해 푸앵토리에브르, 엑스포시테를 경유해 샤를부르에 있는 갈르리 샤를부르까지 이어지는 노선이다. 이 노선은 퀘벡 시내에서 윗동네 서쪽으로 연장될 수 있도록 계획되었다. 이 계획안은 2015년에 BRT로 노선 계획이 변경되면서 무산되었다. 2017년 4월, BRT 계획 마저도 레비에서 계획을 취소하면서 2010년 계획은 전면 백지화되었다.

### 2018년 계획안

2018년에 계획된 퀘벡 트램 노선도

2017년 11월에 퀘벡 시장으로 재선에 성공한 레지스 라봄은 한 달 뒤인 12월에 퀘벡시의 대중교통 사업으로 트램을 다시 추진하겠다고 밝혔다. 건설 예산이 마련되지 않았던 2010년과 다르게 이번에는 주 정부와 연방 정부에서 퀘벡시의 대중교통 사업에 투자하겠다고 밝혀 물살을 타는 듯 했다.
2018년 3월, 퀘벡시는 주 정부와 연방 정부의 자금 지원으로 30억 달러 규모의 트램과 트램버스 사업을 발표하였다. 이 사업의 중축이 되는 트램 노선은 도시 북쪽의 샤를부르에서 퀘벡 주의회를 지나 캅루지까지 지나가는 노선으로, 이 중 3.5km 구간은 지하 구간이고, 나머지는 지상으로 지나간다. 배차 간격은 출퇴근 시간대에 3분에서 5분 간격이고, 평시와 주말에는 10분에서 15분 간격이다. 트램은 차량당 260명을 수용할 수 있다. 2018년에 계획이 발표되었을 때 2026년 개통을 목표로 하였다. 트램 사업이 발표되자마자 이 사업은 퀘벡과 레비를 잇는 고속도로 터널을 짓기 바라는 운전자들에게 거센 비판을 받았다. 이후 2018년에 퀘벡미래연합 (CAQ) 대표인 프랑수아 르고가 퀘벡 주지사로 당선되면서 두 사업 모두 추진되었다.

### 자금 지원 및 계획 수정
2019년에 캐나다 연방 정부의 지원금을 두고 어떤 지원금을 퀘벡 트램 건설에 쓸 것인지 혼선이 빚어졌고, 이에 따라 몬트리올시는 주 정부와 협의해서 지원금 8억 달러를 퀘벡시 트램 건설에 양보하는 대신 핑크선 서쪽 구간 건설을 추후에 추진하기로 하였다. 2020년 6월, 퀘벡시는 트램 건설 비용이 치솟으면서 트램 건설에 집중하기 위해 트램버스 조성 계획을 취소하여 퀘벡시의 야당과 주 정부로부터 비판을 면치 못했다. 퀘벡주가 트램 공사비 지원에 머뭇거리자 2020년 말에 이루어졌던 부지 매입은 이미 공사가 시작했음에도 불구하고 이듬해로 미루어졌다.
2020년 7월 6일부터 11월 5일까지 퀘벡 환경공청국 (Bureau d'audiences publiques sur l'environnement, BAPE)에서는 퀘벡 트램 사업에 대한 공청회를 진행하였다. 2020년 11월에 발간된 환경공청국의 보고서에 따르면 퀘벡 트램 사업을 현 상태에서 권장하지 않고 시민들의 여론을 적극 수렴하여 트램 계획 변경에 반영할 것을 권고하였다. 2020년 말에 들어서는 퀘벡시와 주 정부 간 트램 사업에 대한 협상이 난항을 겪었다. 프랑수아 르고 퀘벡 주지사는 트램 노선이 퀘벡 외곽 지역을 제대로 잇지 못한다며 비판하였다. 퀘벡시와 주 정부 간의 정쟁은 2021년 3월 17일에 르고 주지사가 동부 종점을 기존 샤를부르에서 보포르에 있는 데스티모빌로 변경하면서 일단락되었다. 2021년 4월 7일, 퀘벡주 행정위원회는 2021년 4월 7일 비밀리에 허가된 시행령으로 퀘벡 트램 사업을 승인했고, 이는 4월 16일에 정부 관보에 게재되었다.
퀘벡시는 2021년 4월 30일에 트램 사업에 대한 제안요청서를 발행하였다. 하지만 이 당시 전동차를 생산하는 퀘벡주의 업체이자 전동차를 생산할 유력 후보였던 봄바디어 트랜스포테이숀이 제안요청서 발행 몇 달을 앞두고 프랑스의 다국적 기업인 알스톰에 인수되면서 기업들이 제안요청서를 제출하기에는 좋지 않은 시기였다. 이에 따라 2021년 6월, 퀘벡시는 제안요청서를 전동차 부문과 건설 부문 두 부문으로 나누었다.
2021년 11월 퀘벡주 지방선거에서 퀘벡 트램 건설에 적극 반대했던 유일한 시 정당인 퀘벡 21 (Québec 21)이 25%의 득표율로 3위를 차지했고, 새로 당선된 브루노 마르샹 시장은 기존 트램 사업을 계속 진행하되 보완할 점이 있으면 보완하겠다고 약속하였다. 2022년 3월 말, 퀘벡시는 주 정부가 제안요청서 공식화에 서명하는 것을 늦추면서 트램 건설 사업을 고의적으로 지연하려고 한다고 주장하였다. 주 정부가 제안요청서 발행 서명을 늦춘 이유는 세 가지 요인이 있는데, 당시 퀘벡주에서는 특히 퀘벡시 외곽 지역에서 퀘벡 보수당의 지지율이 상승하였고 CAQ는 이들의 표심을 잡기 위해 트램 사업 추진을 지연하였다. 또한 마르샹 시장은 퀘벡주가 추진하는 퀘벡과 레비를 잇는 세 번째 연결도로를 짓는 사업을 즉각 지지하는 것을 거절하였다. 마지막으로 일부 주민들은 불바르 르네 레베크에 나무를 베고 트램을 짓는 것에 대해 불편함을 감추지 못했다. 퀘벡주의 야 3당과 퀘벡지방자치협의회는 트램 건설에 있어서 지자체의 자치권을 보장해줘야 한다며 주정부에 항의하였고 2022년 4월 6일, 퀘벡주는 제안요청서 발행에 공식 서명하였다. 전동차에 대한 제안요청서는 일주일 뒤인 4월 13일에 발행되었다.

### 계약 체결 및 무산
우선 퀘벡 트램에 사전 구상과 기술 규격은 2019년 7월에 엔지니어링 컨설팅 컨소시엄인 트램이노브 (Tram-Innov)에게 발주되었으며, 사전 구상 및 기술 규격서 계약에는 총 3,036만 달러가 들어갔다.
2022년 4월에 발행한 전동차 부문 제안요청서에는 독일의 지멘스와 프랑스의 알스톰 등 두 기업이 입찰하였다. 지멘스는 가공 전차선과 더불어 전기 배터리를 이용해 하이브리드로 트램을 운행할 것을 제안하였다. 하지만 퀘벡시가 퀘벡의 겨울 날씨에 맞는 가공 전차선 방식을 고수하였고 제안요청서에 맞지 않는 기술을 제안한 지멘스는 결국 입찰을 포기하였다. 2023년 2월 23일, 퀘벡은 유일하게 남은 업체인 알스톰과 전동차 발주 계약을 체결하였다. 전동차 구상은 퀘벡주의 생브루노드몽타르빌에서, 전동차 제작은 몬트리올 지하철 전동차를 제작한 알스톰의 라포카티에르에서 제조하기로 하였다. 2023년 4월 24일에 공식 체결된 전동차 계약은 전동차 제조에 5억 6,900만 달러, 이후 30년 동안 유지 및 보수하는 데 7억 6800만 달러 규모이다. 하지만 전동차 계약 체결은 2023년 11월 10일 내외로 주 정부 내각에서 승인을 받아야 했다. 계약을 취소할 경우 퀘벡시는 알스톰에게 위약금 500만 달러를 지불해야 한다.
노선 건설 제안요청서 또한 2022년 4월에 발행하였다. 건설 비용이 기존에 40억 달러 정도로 예상되었던 퀘벡 트램은 건설 업체 선정 과정에서 공사비가 기하급수적으로 급등하였고, 이와 동시에 퀘벡시와 주 정부 사이의 정쟁으로 트램 건설이 불확실해진 가운데 금융회사들이 건설 업체들에게 자금을 조달하는 것을 내색하였다. 2023년 11월 1일, 건설 업체들이 건설 자금 조달에 난항을 겪던 도중에 결국 마르샹 시장은 차선책으로 퀘벡시에서 직접 트램 건설을 맡겠다고 자처하였고, 트램 건설 비용은 기존 40억 달러에서 84억 달러로 두 배 가량 뛰었다. 프랑수아 르고 주지사는 퀘벡시가 직접 건설을 도맡는 차선책을 거절하였고, 대신 몬트리올 광역급행철도 (REM)를 지은 CDPQ 인프라에게 앞으로 6개월 동안 광역급행철도, 지하철, 간선급행버스 (BRT), 트램 등 퀘벡에 짓기 적절한 교통수단을 다시 선정할 것을 요청하였다. CDPQ 인프라는 퀘벡시 뿐만 아니라 퀘벡과 레비를 잇는 세 번째 연결도로를 포함한 적절한 교통수단을 구상하게 되었다.

### 트람시테
2024년 6월 12일, CDPQ는 퀘벡에 르장드르에서 샤를부르를 잇는 트램을 우선 지을 것을 권고하였고, 이후 순차적으로 데스티모빌과 르부르뇌프에도 트램을 연장하는 방안을 제시하였다. CDPQ는 또한 불바르 샤레를 따라 BRT를 건설하여 생로크와 르네 레베크에서 트램으로 갈아탈 수 있도록 연결고리를 만들 것을 권고하였고, 생트푸아에서 레비를 잇는 BRT 노선도 1단계에 짓는 방안이 포함되었다. 2024년 12월 16일, 퀘벡 정부와 CDPQ 인프라는 트램 사업 계획을 위한 업무협약체결을 맺었고, 트램 노선은 공식적으로 트람시테(TramCité)로 확정되었다. 1단계 공사로 르장드르에서 생트푸아, 퀘벡 시내와 생로크를 지나 샤를부르까지 19km 구간, 29개 역으로 지어지는 이 사업은 76억 달러 규모로 2027년에 착공하여 2033년 개통을 목표로 하고 있다.

## 찬반 여론
2018년부터 퀘벡 트램 건설이 다시 추진되면서 퀘벡시 내외의 각종 단체와 시민, 유명인사들이 트램 건설에 대한 찬반 입장을 내놓았다. 2019년 3월에는 퀘벡시의 사업가 30여 명이 트램 건설에 찬성하는 글을 투고하였다. 2019년 5월, 지역 사업체들과 환경 단체들은 "나는 패스가 있다" (J'ai ma passe)라는 이름으로 트램 찬성 운동에 참여하였다. 2022년 8월, 트램 건설에 찬성하는 또다른 단체인 "퀘벡은 트램을 갈망한다" (Québec désire son tramway)가 설립되어 트램 건설에 찬성한다는 플래카드를 배포하였다. 퀘벡상공회의소, 은행과 같은 퀘벡의 주요 고용주, 보험사는 물론 라발 대학교도 트램 건설에 찬성하였다.
퀘벡 지역의 여론조사에 따르면 트램이 지나는 라시테-리므알루와 생트푸아-실르리-캅루지 지역구에서는 주민들이 대부분 찬성하였지만 나머지 외곽 지역에서는 대부분 반대하였다. 트램 건설 비용이 기하급수적으로 증가하는 점도 지지율에 영향을 미쳤다. 2023년 5월에 퀘벡시 일대에서 진행된 여론조사에 따르면 트램 건설 반대는 60%에 달했던 반면 찬성은 37%에 불과하여 석 달 만에 7%p 하락하였다. 트램 건설을 반대하는 사람들은 퀘벡의 추운 겨울과 트램 전선이 미관적으로 보기 좋지 않다는 지적, 트램이 도로 교통을 방해한다는 점, 높은 공사비와 노선 선형 등을 이유로 이 사업을 반대하고 있다. 퀘벡시의 야당 데모크라시 퀘벡 (Démocratie Québec)의 대표였던 안 게레트와 전 퀘벡당 및 퀘벡 블록 소속 의원이자 지금은 클리마 퀘벡이라는 주 정당 대표를 맡고 있는 마르틴 울레는 트램 건설을 위해 노선 일부 구간을 따라 나무를 벌목하는 것을 반대하기도 하였다. 2022년 7월, 퀘벡의 변호사인 기 베르트랑이 주축이 되는 트램 반대 단체인 "퀘벡은 더 나아질 자격이 있다" (Québec mérite mieux)는 트램 공사 중단을 요청하는 가처분 소송을 법원에 제기하였다. 퀘벡상급법원은 2023년 1월 가처분 신청에서 이들의 주장을 기각하였다. 2023년 10월에 실시된 여론조사에 따르면 퀘벡 트램에 찬성하는 사람들은 36%에 불과했으며, 1년 만에 지지율이 6%p 감소하였다.
정치적으로 퀘벡 시의회에서는 퀘벡 방테앙 (Québec 21), 퀘벡주에서는 퀘벡 보수당이 퀘벡 트램 사업을 반대하는 유일한 정당이다. 트램에 대한 여론전에서 우위를 점하고 있는 두 정당은 각각 2021년 지방선거 패배 및 2022년 주 총선 의석 확보 실패 등 선거 패배의 고배를 들어야 했다. 2022년 주 총선에서 퀘벡미래연합 (CAQ)이 당선되면서 제42대 의회에서 트램 사업을 추진하는 데 내키지 않은 면을 보여주기도 하였다. 2022년 3월, 에릭 케르 CAQ 의원은 퀘벡 시장을 상대로 이런 사업 따위를 추진하면서 운전자들의 존재를 오염시키는 행위를 중단할 것"을 요청한다며 논쟁을 야기했으나, 이후 발언을 철회하였다.
지역 언론에 있어서는 토크쇼가 주가 되는 퀘벡시의 일부 토크 라디오에서 트램 사업을 완연하게 반대하였다. 라디오 토크쇼 진행자였다가 퀘벡 보수당의 대표가 된 에릭 뒤엠이 트램 사업을 반대를 이유로 정치에 뛰어든 사례이기도 하다. 2022년에 퀘벡시가 제작한 트램 홍보 광고에는 슬로건으로 "오직 자신만이 얘기하더라도 모든 대중이 같이 생각하는 방송"을 내걸어 토크쇼 진행자들을 패러디하였다.

## 공사

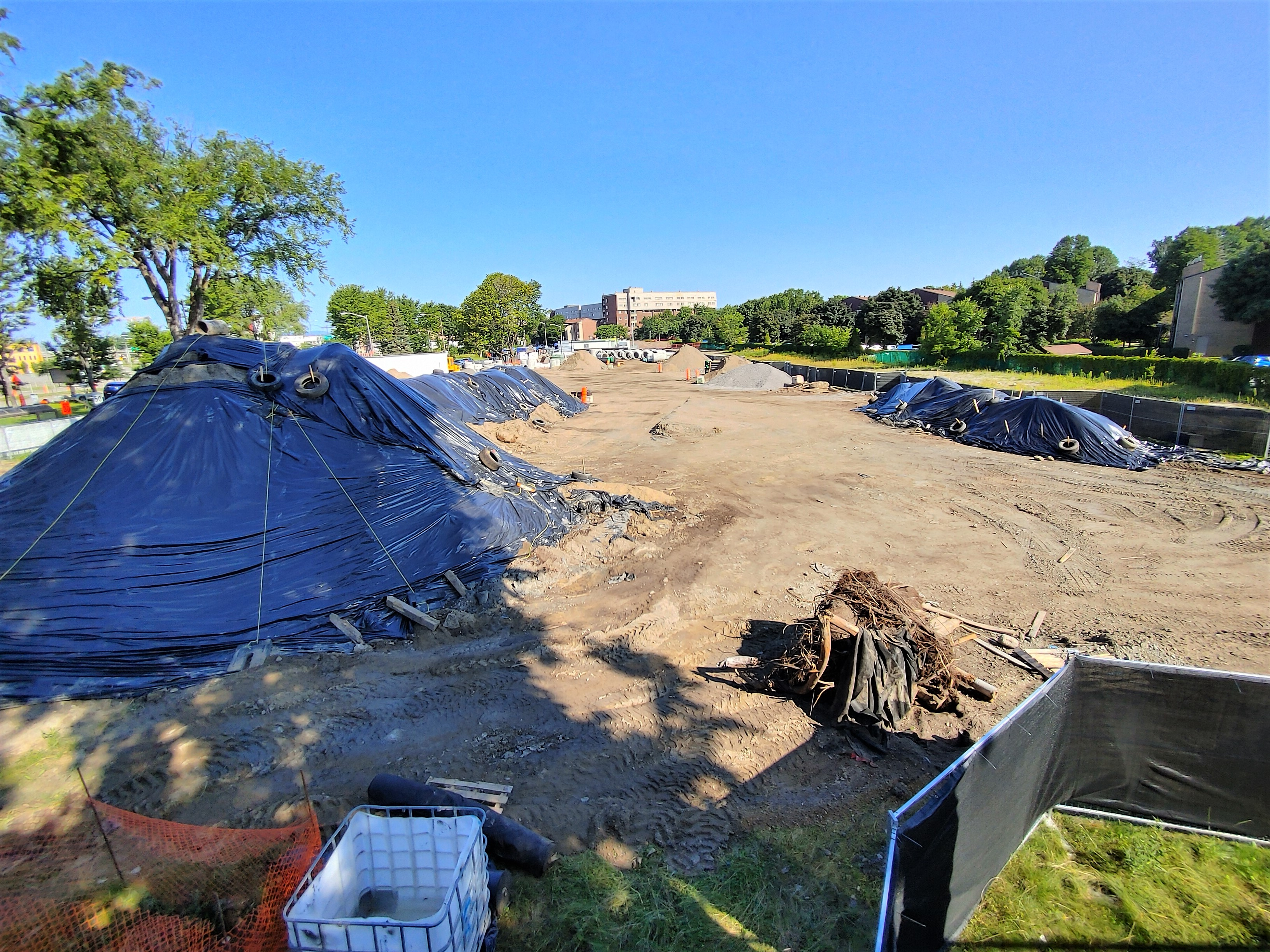
2021년 7월 생로크에서 진행 중이던 트램 사전 공사 작업

2021년에 트램 사업이 공식 승인을 받았음에도 불구하고 트램 준비 작업은 2019년부터 시작되었다. 준비 작업으로는 부지 매입, 굴착 및 문화재 발굴 등이 2019년부터 이루어졌다. 첫 주요 공사는 2021년 3월에 생로크에서 뤼 드 라 쿠론 (rue de la Couronne)과 도체스터 (rue Dorchester)에서 진행되었으며, 이에 따라 뤼 드 라 쿠론에는 트램이 다닐 수 있게, 도체스터는 일반통행에서 양방통행으로 도로를 재배치하였다. 2022년 3월에는 불바르 로리에 (boulevard Laurier)와 슈망 데 카트르부르주아 (chemin des Quatre-Bourgeois)에서도 공사가 진행되었다. 이 사전 공사 작업을 통해 설치될 선로 밑에 있는 배관을 이전하는 작업이 이루어졌다. 준비 작업의 일환으로 기존에 매립지로 쓰여 오염되었던 차량기지 부지에 본격적으로 공사를 시작하기 전에 오염을 정화하는 작업이 2022년 여름부터 2023년 2월까지 진행되었다. 사전공사 예산은 기존에 7억 160만 달러에서 2022년 4월에 9억 2,460만 달러로 24% 인상하였다.
2023년 9월 기준 트램 공사를 위해 이설해야 하는 31.5km의 전기, 통신 및 가스관 60%를 이전하였고, 84km의 배관 중 10% 미만이 이전되었다. 또한 2021년부터 2023년까지 카트르부르주아에 위치한 앙리 카트르 고속도로 램프를 재건축하는 공사가 이루어졌으며, 이 공사로 카트르부르주아 중앙 차로에 추후에 들어설 트램 승강장이 조성되었다. 한편 퀘벡과 레비를 잇는 두 다리가 위치한 생트푸아 지역에서는 레비에서 버스를 타는 승객들을 위해 아브뉘 데 조텔 (avenue des Hôtels)에 버스전용차로와 트램이 지나가는 아브뉘 라비즈리 (avenue Lavigerie) 사거리에 지하차도를 뚫어서 입체화하는 작업이 계속되고 있다. 트램 공사 비용은 2023년 11월 1일에 퀘벡시가 내놓은 견적 기준으로는 84억 달러로, 2023년 여름에 착공하려던 공사는 2024년 4월로 미루어졌고, 2029년에 완공을 목표로 하고 있었다. 현재는 CDPQ가 트램의 타당성을 다시 조사하게 되면서 400개가 넘는 공사 작업이 보류되었지만 일부 구간은 여전히 진행하는 곳도 있다.

## 노선
퀘벡 트램 노선은 1968년부터 다양한 노선이 구상되었는데, 2018년에 계획을 발표해 몇 차례의 변화를 거쳐 2021년 3월에 수정된 노선은 다음과 같다. 이는 CDPQ가 퀘벡 트램에 대한 또다른 타당성 조사를 거치면서 다른 노선이나 다른 교통수단으로 바뀔 가능성이 충분히 있다.
|                        |                               |             |                                   |      |
| 한글 역명              | 불문 역명                     | 지상/지하역 | 환승                              | 비고 |
| 르장드르               | Le Gendre                     | 지상        | 버스정류장 · 자전거 시설 · 주차장 |      |
| 쇼디에르               | Chaudière                     | 지상        |                                   |      |
| 피세트                 | Pie-XII                       | 지상        |                                   |      |
| 베공                   | Bégon                         | 지상        |                                   |      |
| 뒤쉐노                 | Duchesneau                    | 지상        | 자전거 시설                       |      |
| 롤랑 보댕              | Roland-Beaudin                | 지상        | 버스정류장 · 자전거 시설          |      |
| 생트푸아               | Sainte-Foy                    | 지상        | 버스정류장 · 자전거 시설          |      |
| CHUL                   | CHUL                          | 지상        |                                   |      |
| 플라스 생트푸아        | Place Sainte-Foy              | 지상        |                                   |      |
| 위니베르시테 라발      | Université Laval              | 지상        | 버스정류장                        |      |
| 데자르댕               | Desjardins                    | 지상        |                                   |      |
| 미랑                   | Myrand                        | 지상        |                                   |      |
| 매과이어               | Maguire                       | 지상        | 자전거 시설                       |      |
| 홀랜드                 | Holland                       | 지상        |                                   |      |
| 콜레주 생샤를 가르니에 | Collège Saint-Charles-Garnier | 지상        |                                   |      |
| 벨베데르               | Belvédère                     | 지상        | 버스정류장                        |      |
| 브라운                 | Brown                         | 지상        |                                   |      |
| 카르티에               | Cartier                       | 지상        |                                   |      |
| 콜린 파를망테르        | Colline parlementaire         | 지하        | 버스정류장                        |      |
| 듀빌                   | D'Youville                    | 지하        | 버스정류장 · 자전거 시설          |      |
| 장폴 랄리에            | Jean-Paul-L'Allier            | 지상        | 버스정류장                        |      |
| 생로크                 | Saint-Roch                    | 지상        | 버스정류장 · 자전거 시설          |      |
| 3번가                  | 3e Avenue                     | 지상        | 버스정류장                        |      |
| 세젭 리므알루          | Cégep-Limoilou                | 지상        | 버스정류장 · 자전거 시설          |      |
| 오피탈 드 랑팡 제쥐    | Hôpital de l'Enfant-Jésus     | 지상        | 버스정류장 · 자전거 시설          |      |
| 바디                   | Bardy                         | 지상        | 버스정류장                        |      |
| 드 쿠르트방슈          | De Courtemanche               | 지상        |                                   |      |
| 데스티모빌             | D'Estimauville                | 지상        | 버스정류장 · 자전거 시설          |      |

우선 트램은 캅루지에 위치해있는 서부 종점인 르장드르역 (Le Gendre)에서 시작한다. 아브뉘 블레즈 파스칼 (avenue Blaise-Pascal)에 위치해있으며 펠릭스 르클레르 고속도로 (Autoroute Félix-Leclerc) 램프 근처에 위치해있다. 르장드르역은 퀘벡시 서쪽 끝에 위치해있고 고속도로 램프와 인접하기 때문에 기존에 있던 환승 주차장 뿐만 아니라 500대 규모의 두 번째 환승 주차장도 추가될 예정이다. 지금 이 종점에는 환승 주차장과 버스 정류장 외에는 아무것도 없지만 추후 트램이 지어지면서 역 근처에 있는 쇼디에르 지구 개발 계획이 퀘벡시 도시개발사업의 일환으로 추진되고 있다. 트램은 이후 뤼 멘델 (rue Mendel)에서 남쪽으로 향하며, 다음 역인 쇼디에르역 (Chaudière) 또한 르장드르역과 마찬가지로 쇼디에르 지구 개발의 일환으로 주택지구가 조성될 예정이다. 슈망 생트푸아 (chemin Sainte-Foy)에 위치한 매카트니역 (McCartney)은 푸앵트생트푸아 공동정원 근처에 위치해있기 때문에 자연친화적인 설계는 물론 토종 식물을 다수 심을 예정이다. 이후 트램은 슈망 데 카트르부르주아 (chemin des Quatre-Bourgeois)에서 동쪽으로 향해 피세트 (Pie-XII), 베공 (Bégon), 뒤쉐노 (Duchesneau)에 정차한다.
앙리 카트르 고속도로 (Autoroute Henri-IV) 고속도로를 지난 트램은 생트푸아 시외버스 터미널에서 아브뉘 롤랑 보댕 (avenue Roland-Beaudin)을 따라 남쪽으로 향하며, 터미널 남쪽에 위치한 롤랑 보댕역 (Roland-Beaudin)에 정차한다. 이 역에는 생트푸아의 주요 도로인 루트 드 레글리즈 (route de l'Église), 생트푸아 시장, 인택트 보험사 건물은 물론 시외버스 터미널과 드 로슈벨 고등학교가 인접해있다. 다음 역인 생트푸아역 (Sainte-Foy)은 불바르 오슐라가 (boulevard Hochelaga) 남쪽에 위치해있으며, 퀘벡과 레비를 잇는 두 다리인 피에르 라포르트교와 퀘벡교와 인접해 세인트로렌스강에서 북쪽으로 건너올 때 퀘벡의 관문 역할을 하는 곳이다. 이 역에서는 트램에서 RTC 버스와 레비교통공사 (STLévis) 버스로 갈아탈 수 있는 환승센터가 조성될 예정이다.
불바르 로리에에서 동쪽으로 향하는 트램은 다음 역인 CHUL역에 정차한다. 라발 대학병원과 로리에 퀘벡 쇼핑몰에 위치한 이 역은 많은 승객이 타고 내릴 것으로 예상되는 만큼 승강장의 폭도 더욱 넓히고 횡단보도에서 보행자가 안전하게 건널 수 있도록 도로가 바뀔 예정이다. 다음 역인 플라스 생트푸아역 (Place Sainte-Foy)도 동명의 쇼핑몰이 도로 북쪽에 위치해있다. 로베르 부라사 고속도로 (Autoroute Robert-Bourassa) 직후로 트램은 라발 대학교 캠퍼스로 향해 위니베르시테 라발역 (Université Laval)에 정차한다. 위니베르시테 라발역에는 대학교를 찾는 많은 승객들이 이용할 것으로 예상되는 만큼 트램 뿐만 아니라 16개의 버스 승강장과 자전거 거치대가 마련된 환승센터가 조성될 예정이다. 라발 대학교에는 위니베르시테 라발역 뿐만 아니라 데자르댕역 (Desjardins)도 뤼 드 뤼니베르시테 (rue de l'Université)에 위치한 데자르댕관에 위치할 예정이다.
트램은 이후 로리에를 따라 미랑 (Myrand), 매과이어 (McGuire), 홀랜드 (Holland), 콜레주 생샤를 가르니에 (Collège Saint-Charles-Garnier), 벨베데르 (Belvédère), 브라운 (Brown), 카르티에 (Cartier)에 정차한다. 매과이어역은 생사크르망, 실르리, 시테위니베르시테 사이에 위치해있으며, 근처에 자전거도로가 위치해있기 때문에 자전거를 보관할 실내 주차장이 마련될 예정이다. 생사크르망에 위치한 사립학교인 콜레주 생샤를 가르니에 앞에 위치한 동명의 역은 생조셉 학교와 오랄리스트 농학교, 제프리 헤일과 생사크르망 병원, 퀘벡의료보험공단 (RAMQ), IA 금융그룹과 인접해있다. 몽캄 지역의 주요 도로인 아브뉘 카르티에 (avenue Cartier)에 위치한 카르티에역에는 새로운 광장이 조성될 예정이다.
트램은 이후 아브뉘 턴불 (avenue Turnbull)에서 지하로 진입해 퀘벡주 의사당 앞에 정차한다. 의회가 있는 언덕이라는 뜻의 콜린 파를망테르역 (Colline parlementaire)에는 의사당 뿐만 아니라 퀘벡컨벤션센터와 퀘벡주의 각종 관공서가 위치해있다. 이후 아브뉘 오노레 메르시에 (avenue Honoré-Mercier)에서 북쪽으로 향해 퀘벡 시내의 주요 버스 환승센터인 듀빌 광장에 정차한다. 듀빌역 (D'Youville)에는 더퍼린 몽모랑시 고속도로 (Autoroute Dufferin-Montmonrency) 고속도로를 따라 퀘벡 동쪽으로 향하는 시내버스로 갈아탈 수 있게 된다. 이후 트램은 다시 서쪽으로 꺾었다가 뤼 드 라 쿠론 (rue de la Couronne)에서 북쪽으로 향하고 뤼 드 생텔렌 (rue de Sainte-Hélène)에서 지상으로 빠져나온다.
뤼 드 라 쿠론을 따라 생로크 지역에 위치한 장폴 랄리에역 (Jean-Paul-L'Allier)역은 불바르 샤레 (boulevard Charest) 북쪽에 위치해있으며, 동명의 광장과 퀘벡주립과학연구소 (INRS)가 위치해있다. 이후 북쪽으로 로랑시엔느 고속도로 (Autoroute Laurentienne)와 뤼 드 라 크루아루지 (rue de la Croix-Rouge)가 만나는 교차로에 생로크역 (Saint-Roch)이 위치해있다. 퀘벡 시내 일대의 각종 버스로 갈아탈 수 있게 될 생로크역에는 마중 나오는 운전자들이 잠시 정차할 수 있는 정차 공간이 있고, 택시 승강장과 자전거 주차장이 지어질 예정이다.
트램은 이후 생샤를강을 건너 리므알루의 3번가 (3e avenue)에 정차하고, 4번가에서 북쪽으로 꺾은 뒤 슈망 드 라 카나디에르 (chemin de la Canadière)를 따라 2시 방향으로 이어진다. 이후 각각 리므알루 대학 (Cégep-Limoilou), 랑팡 제쥐 병원 (Hôpital l'Enfant-Jésus), 바디 (Bardy)에 정차한 후 불바르 생트안 (boulevard Sainte-Anne)을 따라 동쪽 보포르 방면으로 이어진다. 트램은 갈르리 드 라 카나디에르 (Les Galeries de la Canadière) 쇼핑몰 앞에 정차하고 종착역인 데스티모빌역 (D'Estimauville)에 정차한다. 데스티모빌역에는 15개의 버스 승강장은 물론 자전거 거치대와 광장, 역 건물과 환승 주차장이 지어질 예정이다.

## 시설

### 차량기지
퀘벡 트램 차량기지는 36,000m² 규모의 U자형 건물로 트램이 운행하지 않는 시간대에 전동차를 검수하고 정박하는 시설이다. 차량기지는 또한 관제시설도 겸하고 있어 역과 전동차 내외를 살필 수 있다. 차량기지는 르장드르역과 쇼디에르역 사이에 있는 뤼 멘델 (rue Mendel)에 위치할 예정이다.
차량기지 건설 공사는 2022년 여름에 착공되었고, 기존에 쓰레기 매립장으로 쓰였던 차량기지 부지는 같은 해 12월에 오염토양 정화작업이 이루어졌다. 2023년 2월과 3월 사이에는 35,000m² 규모의 숲이 벌목되었다.

### 정거장 구조

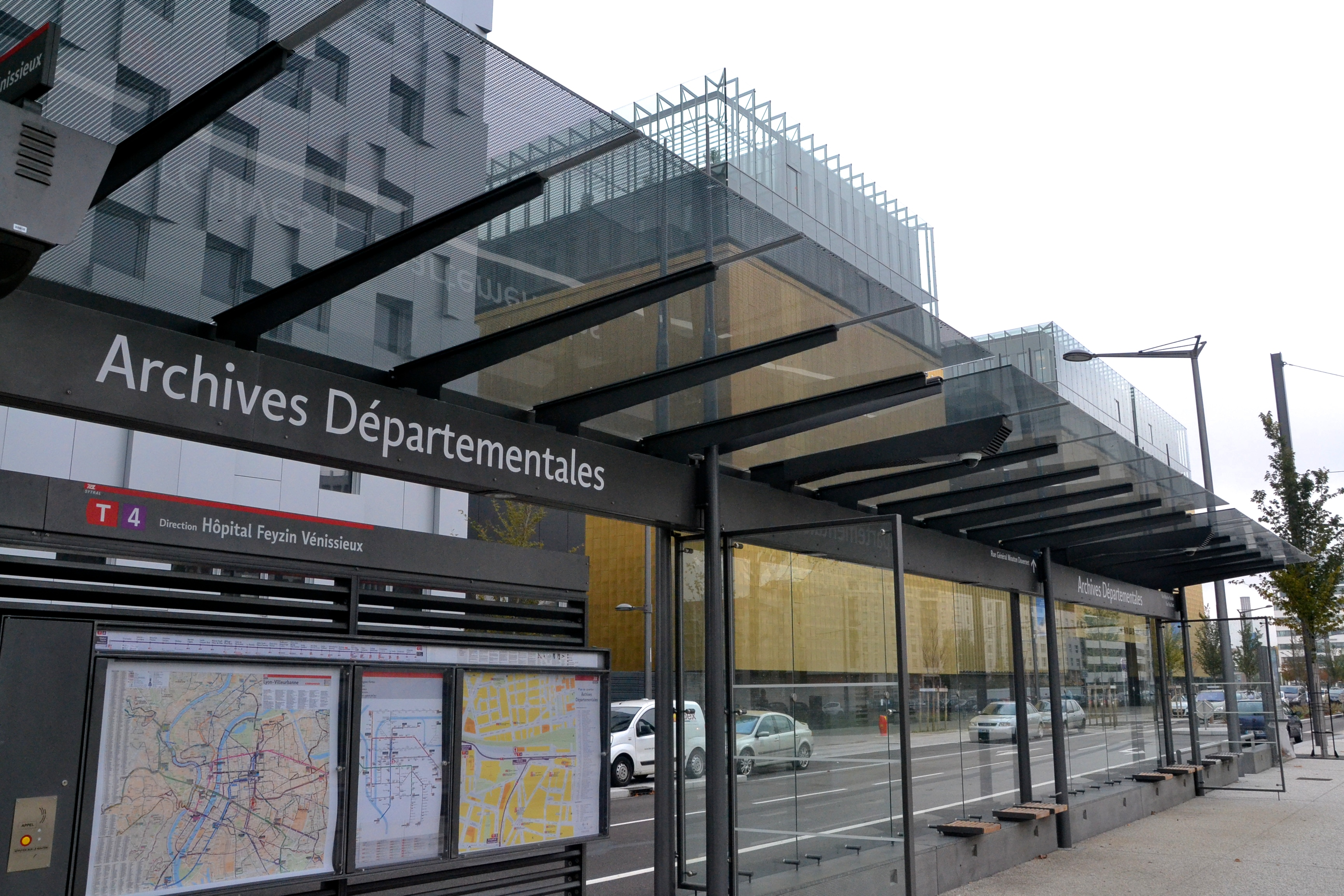
퀘벡 트램 정거장 디자인은 프랑스 리옹의 트램 정거장 디자인과 비슷하다.

트램 정거장이 어떻게 지어질 지에 대한 디자인이 2020년 11월 27일에 공개되었다. 퀘벡에서 근래에 지은 버스 정류장과 비슷하게 트램 정거장은 회색 철제 기둥에 목재 장식과 유리창을 더해 시야가 탁 트인 모습이다. 트램 정류장에는 도착 안내판과 티켓 자동판매기, 무료 와이파이가 설치된다. 승객들의 안전을 위해 정거장에 CCTV가 설치되며 휠체어 및 교통약자들도 이용할 수 있도록 설계된다.
승객이 많이 이용할 것으로 예상되는 일부 정거장에는 눈과 비를 피할 수 있는 쉼터가 설치되고 콜린 파를망테르 (퀘벡주 의사당) 및 듀빌역과 같은 지하역에는 역 건물이 지어질 예정이다. 이 역에는 지상 출입구에서 지하 승강장까지 에스컬레이터, 계단, 엘리베이터로 연결될 예정이다.

### 터널
트램의 1.8km 구간은 지하로 지어지며, 이 구간은 퀘벡 시내의 윗동네와 아랫동네를 잇는다. 터널을 짓게 되면서 트램이 완만한 경사로 오르내릴 수 있고, 가파른 경사의 코트 다브라암 (Côte d'Abraham)을 피해갈 수 있다. 아랫동네에는 터널 입구가 뤼 드 라 쿠론 (Rue de la Couronne) 남쪽 끝 장폴 랄리에 공원 근처에 있는 포부르 엘리베이터 근처에 위치해있다. 터널은 이후 코트 다브라암 남쪽의 생장밥티스트 동네 일부를 지나가며, 깊이는 15m에서 40m 사이이다. 터널은 이후 아브뉘 오노레 메르시에 (Avenue Honoré-Mercier)를 지나 뤼 생주아캥 (Rue Saint-Joaquim)에 듀빌역이 위치해있으며, 이후 불바르 르네 레베크 (Boulevard René-Lévesque)를 따라 마리 귀야르관 (Édifice Marie-Guyard)에 콜린 파를망테르역에 위치해있다. 이후 퀘벡 대극장 앞에서 지상으로 다시 이어진다.

## 전동차

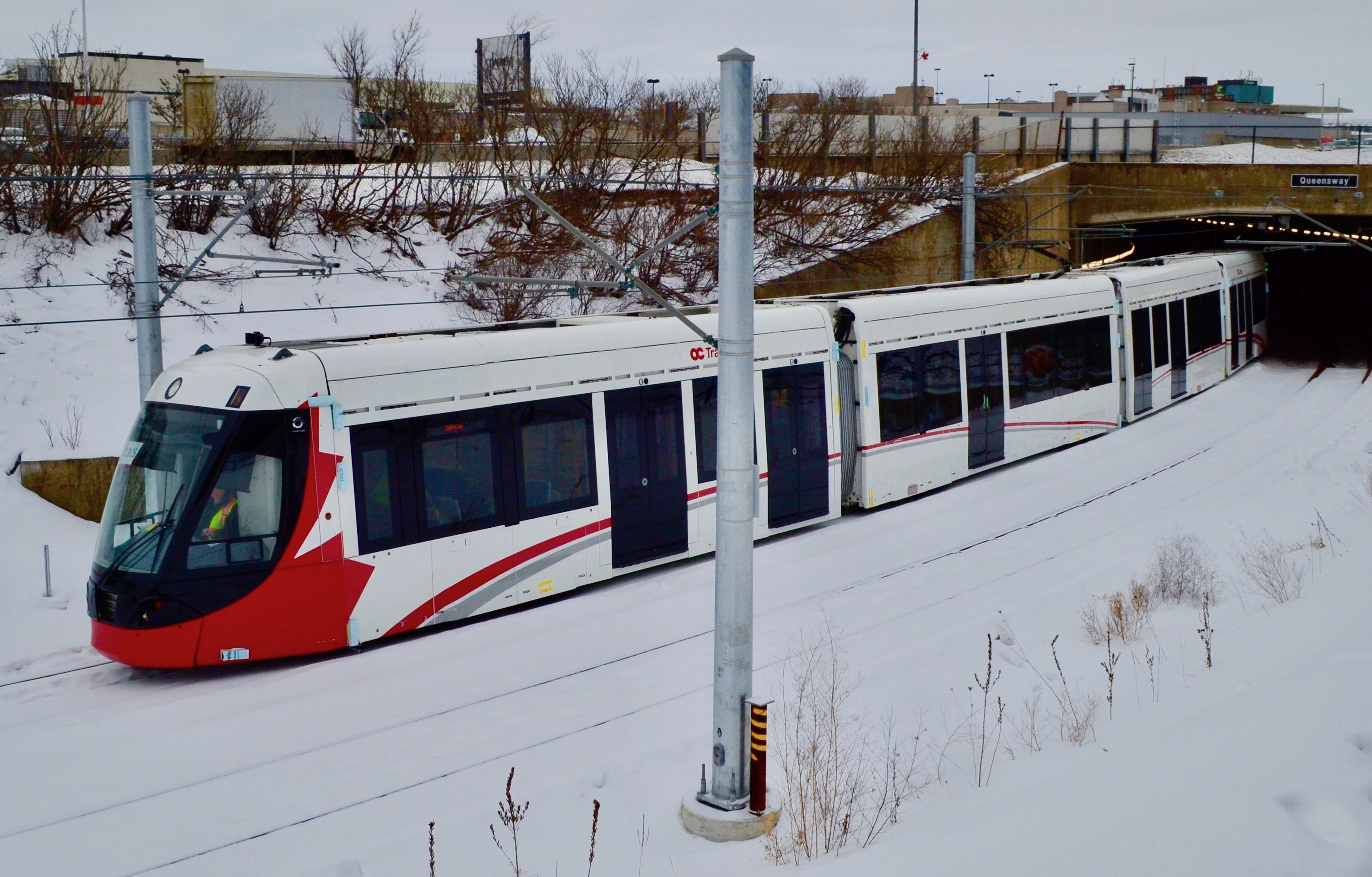
오타와에서 운행 중인 컨페더레이션 경전철도 알스톰의 시타디스 스피릿 기종을 쓰고 있다.

2010년대 트램 사업을 처음 홍보했을 때 초기 차량은 2011년에 녹색과 흰색 도색이었고, 이후 2018년에는 파란색과 회색 도색이었다. 2020년 11월 20일, 퀘벡시는 모렐리 디자이너스 (Morelli Designers)가 설계한 트램 전동차의 미래 외관을 보여주는 모형을 발표하였다. 2020년에 선택된 도색은 어두운 회색에 형광띠로 장식하였으며, 차량의 전면은 윤곽이 뚜렷하게 설계되었다. "소박하고 우아함"을 지향하는 내부는 주로 흰색 도색에 창문이 큼지막하다.
2023년 4월에는 트램 전동차로 알스톰의 시타디스 스피릿 (Citadis Spirit) 기종이 선정되었다. 퀘벡시는 34대의 차량을 주문했으며 5대를 추가로 주문할 가능성을 남겨두었다. 차량은 2025년부터 건설될 예정이었으며, 퀘벡주 생브루노몽타르빌에서 설계되어 멕시코에서 제작되고 라포카티에르에서 최종 조립할 예정이다. 초기 납품은 2027년으로 예정되었으며 차량 운행 개시 전에 시범운행 기간을 거칠 예정이었다.

## 연장안
2020년에 레지스 라봄 퀘벡 시장이 퀘벡에 첫 번째 노선에 이어서 두 번째 트램 노선을 짓는 방안을 언급하였다. 트램 2단계 종점은 1단계에서 이미 종점을 데스티모빌로 바꾸었기 때문에 퀘벡시 북쪽의 샤를부르가 다시 거론되고 있다. 이 연장안은 브루노 마르샹 시장을 포함한 다른 정당에서도 지지하고 있다. 이 외에도 도시 북서쪽의 르부르뇌프와 세인트로렌스강 남쪽의 레비 등지를 잇는 다양한 연장안이 거론되고 있다.

## 같이 보기
- 퀘벡 수도권 교통망